# William Ponsonby
William Ponsonby (ur. 1772, zm. 18 czerwca 1815 pod Waterloo) - generał-major wojsk brytyjskich.
Jego ojcem był baron William James Ponsonby i Louisa Mary Molesworth.
Jako dowódca, najpierw pułku, a potem brygady kawalerii brał udział w walkach na Półwyspie Iberyjskim. Przeszedł do historii jako dowódca Brygady Kawalerii Gwardii z racji tego, że wchodziły w jej skład szwadrony irlandzkie, walijskie, szkockie i rojalistów francuskich, znanej jako Union Brigade. Dowodził nią podczas bitwy pod Waterloo. Wraz z 2 pułkiem dragonów (Scotts Greys) pod dowództwem płk. Johna Whartona oraz 1 i 6 pułkiem dragonów (Inniskilling) przeprowadził szarże na francuskie dywizje Donzelota i Marcogneta, atakujące centrum ugrupowania sił angielskich. Było to wsparcie kontrataku brytyjskiej piechoty pod wodzą sir Thomasa Edwarda Pictona. Chociaż sama szarża zakończyła się sukcesem a dywizje francuskie zostały rozbite, brygada Ponsonbyego poniosła ogromne straty a on sam zginął w walce z Polskimi Lansjerami. Po dziś dzień atak Ponsonbyego zaliczany jest jednak obok szarży pod Bałakławą do najświetniejszych kart brytyjskiego oręża.